# Дзорапор

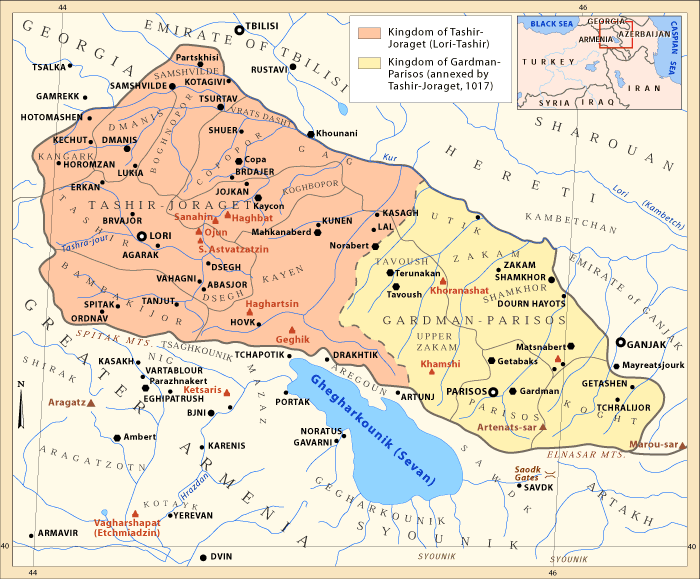
Гавар Кайен (Дзорапор) на карті Ташир-Дзорагетського царства

Дзорапор (вірм. Ձորափոր) (Дзор, Кайал, Кайен) — гавар в провінції Гугарк Великої Вірменії, історико-географічна область. У XII—XIII століттях був відомий під назвами Кайал і Кайен.

## Географія
Охоплював території уздовж середньої течії річки Агстева. Згідно «Вірменської географії» VII століття, був першим гаваром провінції Гугарк. Межував на півночі з гаваром Кохбопор, на заході — з Таширом, на південному сході — з гаваром Тавуш (Тучкатак). Назва області походить від вірменського слова дзор (ущелина). Пізніша назва Кайал (вірм. Կայեան) перекладається з вірменського як стоянка.

## Історичний нарис
Згідно Мовсесу Хоренаці, в I столітті н. е. Дзорапор (Дзор) разом з гаваром Колбопор, Цобопор, Кангарк і Джавахк був спадковим нахарарським володінням. У 387 році, під час першого розділу Вірменії, був приєднаний до васального від Персії Грузинського царства. Уже з IV століття Дзорапор склав невелике нахарарство. З його знатних спадкоємців відомий католикос Вірменії Саак Дзорапореці (Дзорапорський), який жив в VII столітті. Нахарарський рід Дзорапора був перерваний в VII столітті під час арабського панування. У 880-ті роки цар Вірменії Ашот I приєднав Дзорапор до вірменської держави, коли її кордони на сході доходили до річки Кура. На початку X століття тут будуються кілька важливих фортець і укріплень, серед яких найбільш важливими були Кайал і Кайцон. З 966 року до кінця XI століття гавар був у складі Ташир-Дзорагетського царства, після чого на деякий час був завойований сельджуками.
На початку XII століття цар Грузії Давид Будівельник приєднав вірменську область до Грузії, а в другій половині XII століття тут правили Арцруніди з центром у фортеці Махканаберд. З 1191 до XIV століття Дзорапор входив до володіння Закарянів. У XII—XIII століттях область Дзорапор називалася також Кайал або Кайен на ім'я однойменної фортеці на лівому березі річки Агстев. З XVII століття — Грагі дзор. Пізніше вірменський Дзрапор входив у Картлійське царство.
Одне з найдавніших поселень — селище Лалі, згадується в географії Птолемея.

## Культура
У Дзорапорі розташовані ряд найважливіших вірменських історико-архітектурних пам'яток, серед яких Гошаванк (Гетиці) (1191—1196 рр.), Макараванк (1205 г.), Агарцин (1281 р), Аракелоц (XIII в.) і т. д. У гаварі Дзорапор/Кайал жили і творили такі діячі вірменської культури як Мхітар Гош, Хачатур Таронаці, в Нор Гетиці (Гошаванк) навчався Кіракос Гандзакеці. 

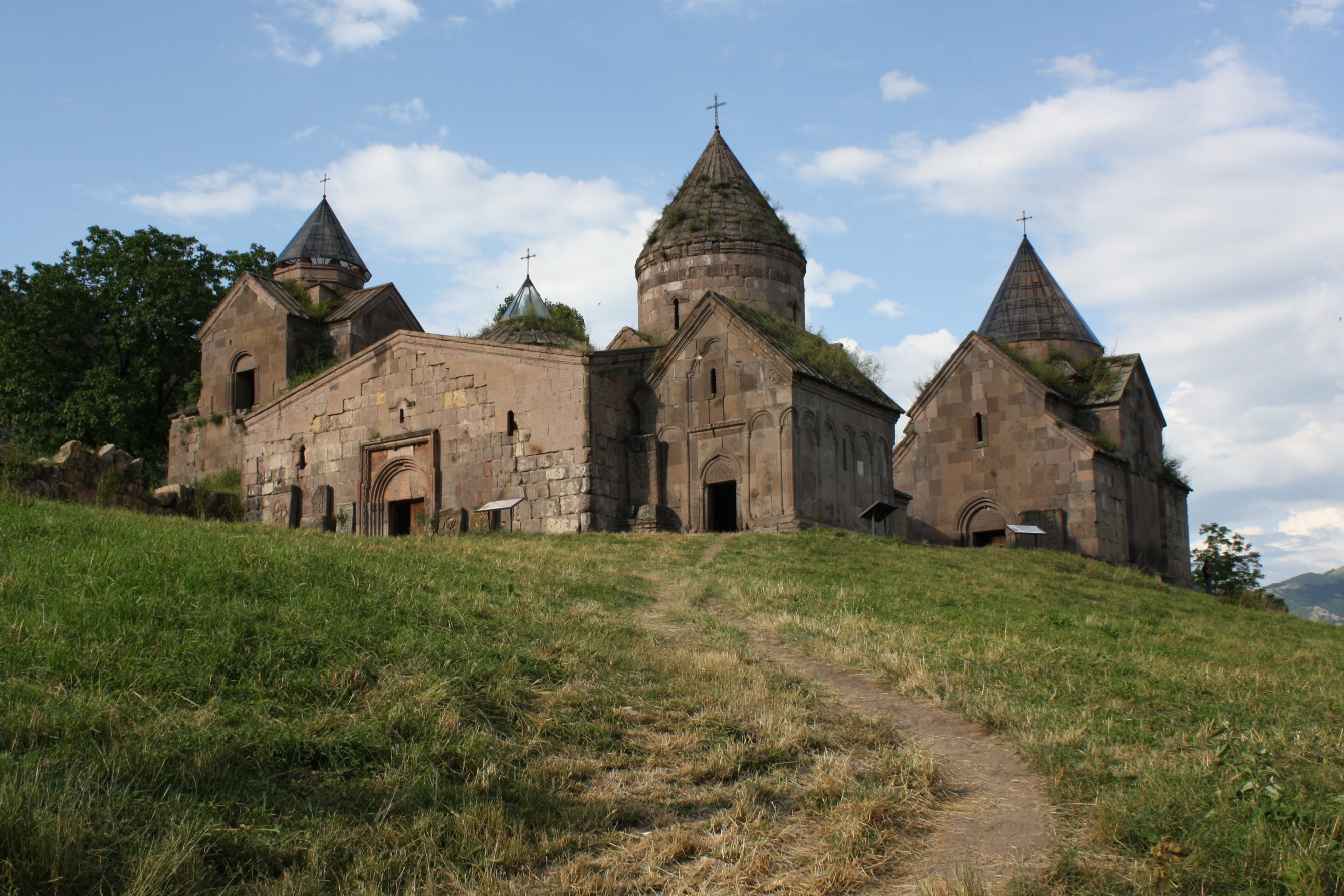
Гошаванк, 1191-1196 рр.
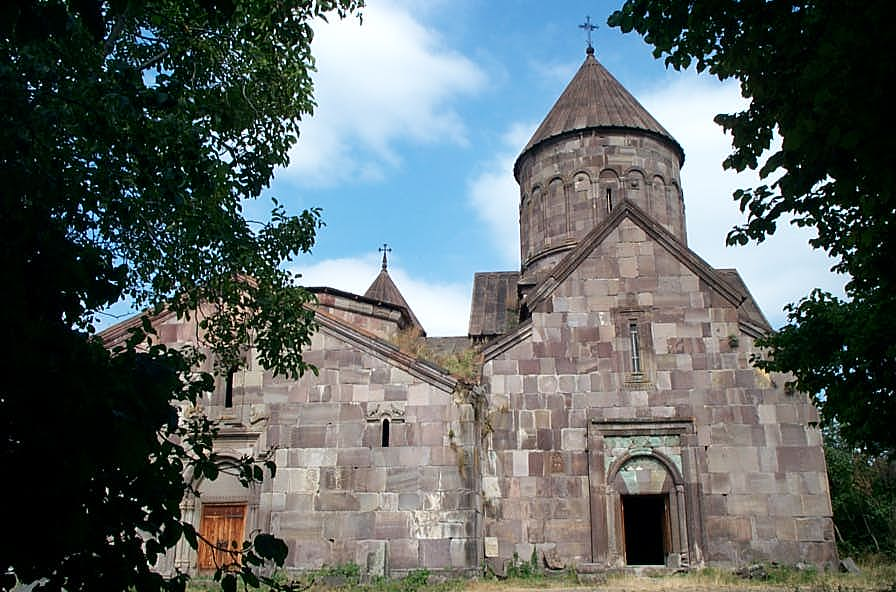
Макараванк, 1205 р
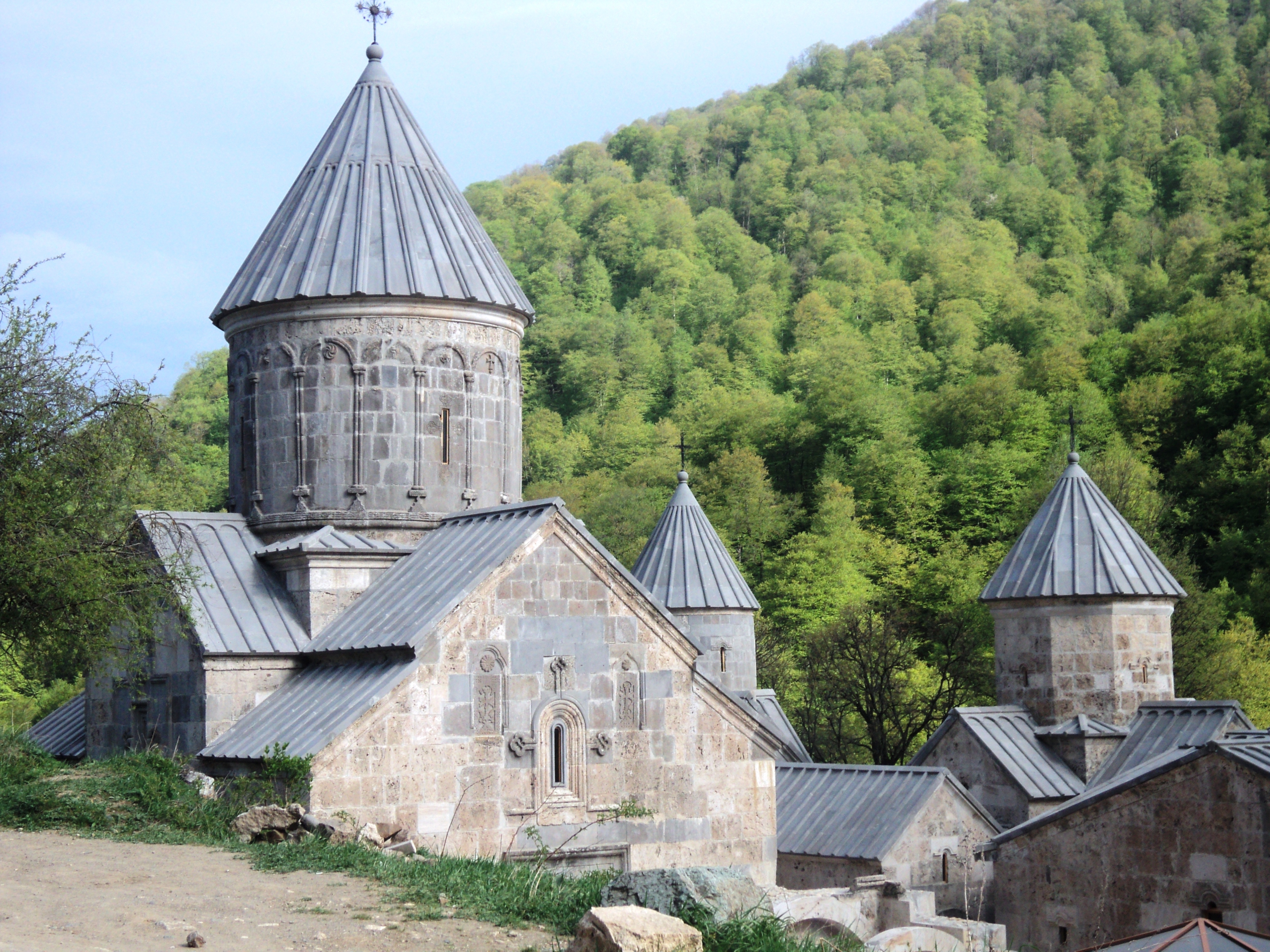
Агарцин, 1281 р

## Відомі уродженці
- Саак III Дзорапореці (пом. 708)[12] — католикос Вірменії 677—703 рр.

## В літературі
Частина подій твору Газароса Агаяна «Торк Ангех і Айкануш Прекрасна» (1888) відбуваються в Дзоропорі.

## Джерело
- Т. Х. Акобян (1981). Історична географія Вірменії. Єреван, видавництво «Митків» (вірм.)